# Mali vid världsmästerskapen i friidrott 2022
Mali tävlade vid världsmästerskapen i friidrott 2022 i Eugene i USA mellan den 15 och 24 juli 2022. Mali hade en trupp på en idrottare.

## Resultat

### Herrar
Gång- och löpgrenar
| Idrottare       | Gren           | Försöksheat | Försöksheat | Semifinal        | Semifinal        | Final            | Final            |
| Idrottare       | Gren           | Resultat    | Placering   | Resultat         | Placering        | Resultat         | Placering        |
| --------------- | -------------- | ----------- | ----------- | ---------------- | ---------------- | ---------------- | ---------------- |
| Richard Diawara | 110 meter häck | 14,35       | 38          | Gick inte vidare | Gick inte vidare | Gick inte vidare | Gick inte vidare |